# Dextellia dorsilineella
Dextellia dorsilineella is een vlinder uit de familie mineermotten (Gracillariidae). De wetenschappelijke naam is voor het eerst geldig gepubliceerd in 1935 door Amsel.
De soort komt voor in Europa.